# Indo-Caraïbiërs

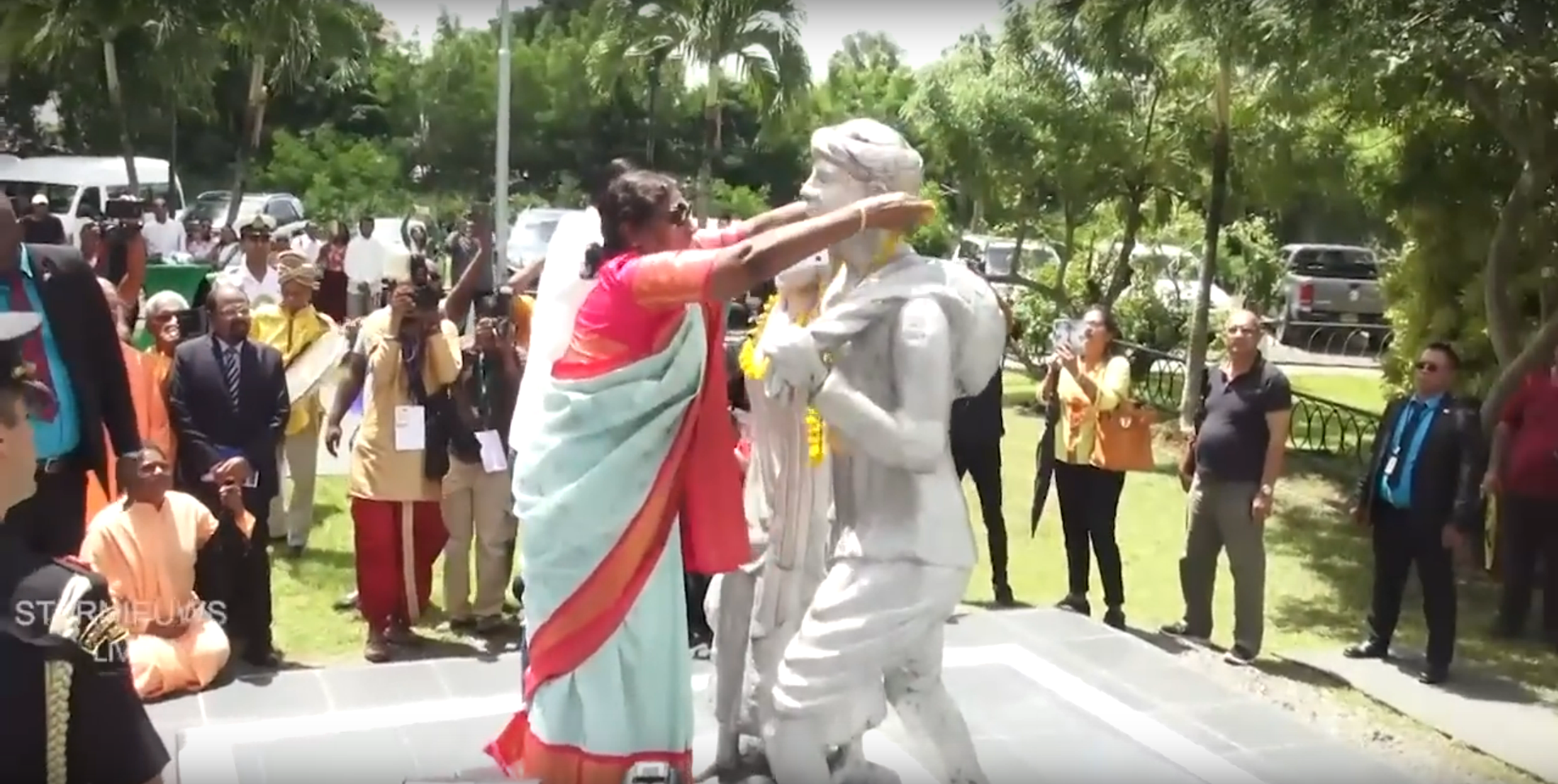
De presidenten Droupadi Murmu van India en Chan Santokhi van Suriname hangen mala's om de schouders van Baba en Mai, 2023

Indo-Caraïbiërs of Indiase Caraïbiërs zijn inwoners van het Caraïbisch gebied met voorouders op het Indisch subcontinent, tot 1947 Brits-Indië. Zij werden vanaf het midden van de 19e eeuw door Britten, Nederlanders en Fransen naar het Caraïbisch gebied gehaald voor met name contractarbeid op de plantages.
De voorouders van de Indo-Caraïbische bevolking zijn voor het grootste deel afkomstig uit de regio's Bhojpur, Awadh en Bengalen in Noord-India, in de huidige staten Uttar Pradesh, Bihar, Bengalen en Jharkhand. De Indiërs die naar de Franse Caraïben gebracht zijn vinden hun oorsprong juist in Zuid-India, voornamelijk het huidige Tamil Nadu en Andhra Pradesh. Andere belangrijke gebieden van herkomst voor de Indo-Caraïbische bevolking zijn onder meer Magadh, Chota Nagpur, Madhya Pradesh, Haryana, Rajasthan, Pasjtoenistan, Punjab en Kasjmir.
De meeste Indo-Caraïbiërs wonen in het Engelstalige Caraïbisch gebied, Suriname (daar Hindoestanen genoemd) en het Franse Guadeloupe, Martinique en Frans-Guyana.

## Etymologie
Indo-Caraïbisch en Indiaas Caraïbisch zijn termen die uit het Engels komen, het voorvoegsel Indo- verwijst in het Engels taalgebruik naar India, voorheen Brits-Indië. In het Nederlands taalgebruik verwijst deze term samen met de vergelijkbare term Indisch echter naar Indonesie, voorheen Nederlands-Indië, vanwege de verschillende koloniale geschiedenissen.
Hierdoor wordt ook wel de term Hindo(e)stanen gebruikt, vooral in het Nederlandstalige Caraïbisch gebied en Suriname. De term verwees oorspronkelijk naar het volk dat in het noorden van het Indisch subcontinent (Hindoestan)  langs de Indus woonde. Deze rivier werd in het Perzisch Sindhu genoemd, waarvan de termen "hindoe", "hindoestaan" en "hindoeïsme" van zijn afgeleid.
Aangezien Hindoestaan zelf eerder specifiek de bevolkingsgroep uit Suriname oproept wordt er ook onderscheid gemaakt door bij de Surinaamse subgroep, het woord Surinaams voor of er achter te zetten of door de hoofdgroep Indo-Caraïbiërs, specifiek Caraïbische Hindo(e)stanen te noemen.

## Subgroepen
| Bevolkingsgroep                   | Taal                                   |
| --------------------------------- | -------------------------------------- |
| Indo-Trinidadianen en Tobagoniërs | Trinidadiaans-Hindoestani, Engels      |
| Indo-Guyanezen                    | Guyanees-Hindoestani, Engels           |
| Hindoestaanse Surinamers          | Sarnami Hindoestani, Nederlands        |
| Indo-Jamaicanen                   | Jamaicaans-Hindoestani, Patois, Engels |
| Indo-Belizaans                    | Hindoestani, Engels, Spaans            |
| Indo-Saint Lucianen               | Hindoestani, Engels                    |